# Kai (Yamanashi)
Kai (甲斐市; -shi) é uma cidade japonesa localizada na província de Yamanashi.
Em 1 de Setembro de 2004, a cidade tinha uma população estimada em 73 698 habitantes e uma densidade populacional de 9555 h/km². Tem uma área total de 71.94 km².
Recebeu o estatuto de cidade a 1 de Setembro de 2004.